# Abdelatif Zauia
Abdelatif Zauia –en árabe, عبد اللطيف زاوية– (nacido el 1 de enero de 1973) es un deportista marroquí que compitió en judo. Ganó dos medallas de bronce en el Campeonato Africano de Judo en los años 1996 y 1997.

## Palmarés internacional
| Campeonato Africano | Campeonato Africano    | Campeonato Africano | Campeonato Africano |
| Año                 | Lugar                  | Medalla             | Categoría           |
| ------------------- | ---------------------- | ------------------- | ------------------- |
| 1996                | Sudáfrica (Sudáfrica)  | Medalla de bronce   | –71 kg              |
| 1997                | Casablanca (Marruecos) | Medalla de bronce   | –71 kg              |